# Brun bjørn
 Der er for få eller ingen kildehenvisninger i denne artikel, hvilket er et problem. Du kan hjælpe ved at angive troværdige kilder til de påstande, som fremføres i artiklen.

Den brune bjørn (latin: Ursus arctos) er et pattedyr, der hører til bjørnefamilien Ursidae. Den er en af fire nulevende repræsentanter for slægten Ursus og er den mest udbredte bjørneart i verden. Den brune bjørn findes i talrige former, fordelt i underarter som f.eks. den europæiske brune bjørn (Ursus arctos arctos), grizzlybjørnen (Ursus arctos horribilis) og kodiakbjørnen (Ursus arctos middendorffi). Der er en del uoverensstemmelser omkring opdelingen af den brune bjørn i underarter, f.eks. tyder nyere forskning på, at isbjørnen burde kategoriseres som en underart til den brune bjørn.
Som et af de største af landjordens nulevende rovdyr spiller den brune bjørn en stor rolle i talrige myter og sagn. Samtidig har den brune bjørn gennem tiderne i høj grad været jaget vildt, da den for det første er menneskets konkurrent i forhold til føde, og for det andet udgør en potentiel fare. Som resultat er den brune bjørn tæt på udryddelse i det meste af Vest- og Mellemeuropa, hvor de fleste bestande er gået kraftigt tilbage.

## Udbredelse
Den brune bjørn lever naturligt i Europa, Asien og Nordamerika. Bestanden i Skandinavien menes at udgøre cirka 3.200 individer i Sverige og Norge sammenlagt (primært Sverige) samt 1.300 individer i Finland. Derudover kan man stadig finde den brune bjørn i naturen i Rusland, Ukraine, Estland, Polen, Italien, Schweiz, Slovakiet, Rumænien, det tidligere Jugoslavien og Tyrkiet. Der findes i dag omkring 150.000–200.000 brune bjørne i verden, heraf ca. 90.000-120.000 i Rusland. Rumænien har den største bestand i Europa ned ca. 8000 individer. 

### Udbredelse i Danmark
Den brune bjørn lever ikke vildt i Danmark, men i den ældre stenalder var den udbredt i det meste af Europa, herunder i Danmark, og man har fundet rester af bjørneknogler på deres bopladser, hvilket viser, at dette jægerfolk jagede og spiste bjørne. Baseret på knoglefund indvandrede de første brune bjørne til Danmark for omkring 13.500 år siden, nær slutningen af sidste istid, og arten forsvandt igen for omkring 6.500 år siden.
Den brune bjørn kan i Danmark alene ses i zoologiske haver og dyreparker. Skandinavisk Dyrepark har et af de mest anerkendte bjørneanlæg i verden, og bjørnen kan også ses i Zoo København.

## Udseende
Brune bjørne har en tæt pels, der kan blive op til 10 cm lang og ses i nuancer af blond, lysebrun, mørkebrun og sort. De lange dækhår har ofte lysere sølvgrå spidser, der kan give bjørnen et gråmeleret udseende. Halen er kort og afstumpet som hos alle andre bjørne. Hovedet er stort og afrundet med et bredt kranie, et smalt snudeparti og konkav profil. Øjnene er små og ørerne afrundede. De brune bjørne har en karakteristisk muskelpude over skuldrene, der giver ekstra styrke til forbenene f.eks. under gravearbejde. Bjørnen er stærk og kan med et enkelt poteslag brække nakken på en bøffel. De kraftige forben ender i store poter med kløer på op til 10-13 cm's længde. Bjørnen er såkaldt sålegænger, ligesom mennesket, dvs. den går på hele fodfladen. Kløerne kan ikke trækkes ind. Bjørnen kan gå oprejst på to ben, og den svømmer gerne. De yngre knapt så tunge bjørne er imponerende gode til at klatre. Normalt bevæger bjørnen sig rundt i adstadigt tempo i pasgang. Selv om bjørnen kan se lidt klumpet og langsom ud, kan den i strakt galop over kortere afstande nå en imponerende topfart omkring 60 km/t.
Den brune bjørn bliver 1,7-2,8 meter lang fra snude til halespids. Den har en skulderhøjde på 90-150 cm. Den mindste underart er den europæiske brune bjørn, hvor voksne hunner kan veje helt ned til omkring 90 kilogram, mens kodiakbjørnen er den største, hvor en voksen han kan veje op til 680 kg. Grizzlybjørnen fra Alaska kan veje op til 700 kg og den europæiske brune bjørn kan veje maksimalt 400 kg. Bjørne opvokset i zoologiske haver er normalt noget tungere end bjørne opvokset i naturen. Generelt varierer bjørnens vægt med årstiden, vægten er mindst om foråret, når bjørnen forlader vinterhiet og størst om efteråret, lige inden bjørnen går i hi igen. Vilde bjørne bliver omkring 25-30 år, mens de i fangenskab kan blive op til 50 år gamle.

## Føde
Den brune bjørn er som udgangspunkt altædende. Den spiser dog primært planteføde, som normalt udgør 65 % af dens føde. Fødevalget varierer kraftigt alt efter det geografiske udbredelsesområde og tidspunktet på året. Af planter ædes græs, urter, knopper og bær. Herudover æder den brune bjørn også ådsler, fisk, fugleæg, myrer, elge, rensdyr og honning.

## Forplantning
Den brune bjørn parrer sig kun hvert tredje år. Parringen foregår normalt i månederne maj-juni, og først når bjørnen er blevet kønsmoden som to-fire årig.
Efter en drægtighedsperiode på syv-otte måneder føder hunbjørnen to til fire unger, som er små, blinde og næsten nøgne. Synet får de, når de er fire-fem uger gamle. Ungerne fødes i bjørnens vinterhule.
Ungerne dier hos moderen i tre-fire måneder og kan klare sig selv efter halvandet til to år. Ungerne forlader først hulen efter cirka fire måneder.
Hanbjørnen er farlig for bjørneunger, da den opfatter dem som føde eller konkurrenter. Støder en hanbjørn på en bjørneunge, risikerer ungen derfor at blive dræbt og ædt. Hunbjørnen beskytter derfor sine unger omhyggeligt. I zoologiske haver er det muligt at have både hanbjørne og hunbjørne med unger sammen.

## Vinterhi
Den brune bjørn benytter sig af et hi i form af en stor hule, typisk fra månederne november til marts. Umiddelbart forud for vintersøvnen har bjørnen spist sig godt tyk og fed, og de opbyggede depoter anvendes så som energiressource vinteren over. Bjørnen vågner dog fra tid til anden fra sin vintersøvn, typisk ved "godt vejr", eller hvis der er fare på færde.

## Brun bjørn i kultur og historie
En af de ældste skriftlige omtaler af bjørn i Norden findes i Egilssoga. Sommeren 934 kom den fredløse Egil Skallagrimsson til øen Askøy uden for Bergen og hørte her om den lokale slagbjørn, som havde en pris på sit hoved. I Finnbogesoga beskrives et ekstrating på Helgeland længere nord i Norge, der samledes i 970 for at erklære en slagbjørn fredløs og udlove skudpræmie på den.
I årene 1850-60 blev der skudt 200-300 bjørne årligt i Norge. Omkring år 1850 var der i Skandinavien en bjørnebestand på ca. 4.500 individer, hvoraf to tredjedele holdt til i Norge. I 2005 var der lidt mere end 1.000 bjørne tilbage, heraf 35-55 i Norge. Udvidet sæterbrug (= sommergræsgange i fjeldet) fra 1600-tallet har forøget antallet af konflikter mellem bjørn og mennesker, fordi bjørnene blandt andet kan finde på at tage får og lam. Historisk har man skelnet mellem græsbjørn, en sky bamse, der lod sig skræmme bort af råben og fakler, og slagbjørn, der dræbte mennesker. Ved en forordning af 8. maj 1733 blev der indført skudpræmie på to rigsdaler (en stor sum i de tider) for voksne bjørne og en rigsdaler for hver dræbt bjørneunge. Skudpræmieordningen varede i Norge frem til 1973, da bjørnen blev totalfredet.
Peder Claussøn Friis (1545-1612) fortæller i sin Norges beskrivelse om en jæger fra Nedenes i Agder på Norges sydkyst, at han omkring år 1560 dræbte 15 bjørne på en vinter. Bevæbnet med stålbue tog han af sted efter den sekstende bjørn; men den smed ham ud fra et fjeld og gjorde ende på ham. Bjørnejagt blev anset som så farligt, at det sidestilledes med selvmord; en kongelig forordning slog fast, at den, der mistede livet under bjørnejagt, ikke måtte gravlægges i viet jord.
Den sidste, der blev dræbt af bjørn i Norge, var den trettenårige hyrdedreng Johan Sagadalen. Hans to år yngre bror Andreas så pludselig Johan komme styrtende ud fra et krat, forfulgt af en bjørn, der skamferede ham grimt i lår og hoved. Senere fandt man en fårekrop i nærheden; og sandsynligvis er Johan kommet til at forstyrre bjørnen midt i dens måltid. Ole Hilde, der kom til undsætning, jagede bjørnen på flugt med skræmmeskud og fik tilkaldt en læge. Drengen forklarede, at bjørnen pludselig var sprunget på ham, og at han ikke var særlig blodig, fordi den havde slikket blodet af ham. I protokollen fra Drammen sygehus står den 18. august 1906 indført, at Johan havde kompliceret kraniebrud, og at han døde den 14. september samme år af hjernehindebetændelse.
I mange norske kirker har der hængt bjørneskind. I Hedalen Kirke skal to jægere i tiden efter pesten i 1349 have fundet en bjørn i vinterdvale foran alteret. De dræbte og flåede den, og skindet blev hængt op på kirkevæggen, hvor det stadig er at finde, nu i glas og ramme. Alderen er aldrig blevet undersøgt, men i 1743 beskrev præsten skindet som nærmest gået i opløsning af ælde. 
Bjørn er afbildet i Berlins og Berns byvåben, og Pave Benedikt 16. har en bjørn som del af sit våbenskjold.

## Klassifikation
Der er meget få anerkendte underarter af de brune bjørne, på trods af at der er store forskelle på dem, alt efter hvor de lever. Alene to underarter er anerkendt: Grizzly (Ursus arctos horribilis), som omfatter alle brune bjørne med undtagelse af dem, som lever på øerne Kodiak, Skuyak og Afognak, der i stedet regnes til underarten Kodiakbjørnen (Ursus arctos middendorffi).[kilde mangler]
Der anvendes dog ofte yderligere underopdelinger af den brune bjørn, primært efter hvor de lever. For eksempel Europæisk brun bjørn (Ursus arctos arctos), som er den bjørn, der lever i Norge og Sverige. Den kaldes undertiden også for den skandinaviske brune bjørn.
Den yderligere opdeling består normalt af følgende 12 underarter, hvoraf Bajan-bjørnen er uddød:
- Kodiak-bjørnen (Ursus arctos middendorfi)
- Alaska-bjørnen (Ursus arctos dalli)
- Den amerikanske grizzly-bjørn (Ursus arctos horribilis)
- Den mexikanske grizzly-bjørn (Ursus arctos nelsoni)
- Barren Ground grizzly-bjørn (Ursus arctos richardsoni)
- Heste-bjørnen (Ursus arctos pruinosus)
- Isabellabjørnen (Ursus arctos isabellinus)
- Den sibiriske bjørn (Ursus arctos beringianus)
- Den manchurianske bjørn (Ursus arctos manchuricus)
- Europæisk brun bjørn (Ursus arctos arctos)
- Hokkaido bjørnen (Ursus arctos yesoensis)
- Bajan bjørnen (Ursus arctos californicus)

Isbjørnen er også nært beslægtet med den brune bjørn. Så nært beslægtet, at de kan få fødedygtige afkom sammen, en egenskab, der antyder, at de to arter måske i virkeligheden kun er variationer inden for samme art.